# Dida (ur. 1965)
Dida, właśc. Marco Aurélio Moraes dos Santos (ur. 6 października 1965 w Ponta Grossa) – brazylijski piłkarz i trener, występujący podczas kariery na pozycji pomocnika.

## Kariera klubowa
Karierę piłkarską Dida rozpoczął w klubie Colorado Kurytyba w 1983. W 1985 przeszedł do lokalnego rywala – Coritiby. W lidze brazylijskiej zadebiutował 6 lutego 1985 w przegranym 0-3 meczu z CR Vasco da Gama. Z Coxą zdobył mistrzostwo Brazylii w 1985 oraz mistrzostqo stanu Paraná – Campeonato Paranaense w 1986.
Lata 1987–1989 to okres gry w Corinthians São Paulo. Z Corinthians zdobył mistrzostwo stanu São Paulo – Campeonato Paulista w 1988. W latach 1989–1990 i 1992 występował w barwach SE Palmeiras (rok 1991 spędził we CR Flamengo). W 1993 krótko Dida występował w Paragwaju w Cerro Porteño. Po powrocie do Brazylii został zawodnikiem Grêmio Porto Alegre.
W barwach Grêmio 11 listopada 1993 w wygranym 4-1 meczu z Vasco da Gama Dida wystąpił po raz ostatni w lidze brazylijskiej. Ogółem w latach 1985–1993 wystąpił w lidze w 125 meczach, w których strzelił 4 bramki. Karierę zakończył w Ponte Preta Campinas w 1998.

## Kariera reprezentacyjna
W reprezentacji Brazylii Dida zadebiutował 12 marca 1986 w przegranym 0-2 towarzyskim meczu z reprezentacją RFN. Ostatni raz w reprezentacji Dida wystąpił 1 kwietnia 1986 w wygranym 4-0 towarzyskim meczu z reprezentacją Peru.
| Mecze i gole w reprezentacji | Mecze i gole w reprezentacji | Mecze i gole w reprezentacji | Mecze i gole w reprezentacji | Mecze i gole w reprezentacji | Mecze i gole w reprezentacji | Mecze i gole w reprezentacji |
| #                            | Data                         | Miasto                       | Przeciwnik                   | Gol                          | Wynik                        | Rozgrywki                    |
| ---------------------------- | ---------------------------- | ---------------------------- | ---------------------------- | ---------------------------- | ---------------------------- | ---------------------------- |
| 1.                           | 12.03.1986                   | Frankfurt                    | RFN                          |                              | 0:2                          | towarzyski                   |
| 2.                           | 16.03.1986                   | Budapeszt                    | Węgry                        |                              | 0:3                          | towarzyski                   |
| 3.                           | 01.04.1986                   | São Luís                     | Peru                         |                              | 4:0                          | towarzyski                   |